# Валдімер Орландо Кей
Валдімер Орландо Кей молодший (англ. Valdimer Orlando Key Jr., 13 березня 1908, Остін — 4 жовтня 1963, Бруклайн) — відомий просто як Валдімер Орландо. Американський політолог, відомий своїм емпіричним вивченням американських виборів та поведінки щодо голосування. Він викладав в Університеті Джона Хопкінса та Гарвардському університеті. За словами Чандлера Девідсона, «коли в 1949 році була видана „Південна політика в державі та нації“, репутація Орландо була поза запереченням». Книга була магістерським, яскравим широкомасштабним опитуванням одинадцяти південних штатів, які раз і назавжди знищували міф про «твердий Південь».

## Біографія
Валдімер Орландо Кей народився в Остіні, штат Техас.
Коли йому було 15 років, його батько, адвокат та власник землі, відправив його до коледжу Мак-Меррі. Він перейшов до Техаського університету в Остін (Б. А., 1929, М. А., 1930), і отримав ступінь доктора філософії в Чиказькому університеті в 1934 році. Він закінчив свою дисертацію «Техніки політичного переміщення в Сполучених Штатах» (1934) під керівництвом Карла Е. Мерріама.
З 1936 по 1938 рр. Кей працював в Раді зі зв'язків з громадськістю та в Національній раді з планування ресурсів.
Він викладав у Університеті Каліфорнії у Лос-Анджелесі, Університеті Джона Хопкінса (1938—49) та Єльському університеті (1949—51), перш ніж отримав свою останню професуру в Гарвардському університеті в 1951 році.
Під час Другої світової війни він працював зі своїм наставником Гарольдом Футе Госнелл у Бюро бюджету.
У 1942 році Кей опублікував перше видання свого дуже широко використовуваного підручника «Політика, партії та групи тиску», в якому він підкреслив, що політика — це конкурс, а головними гравцями були організовані групи інтересів. Книга рішуче сформувала викладання політології, впроваджуючи реалізм у аналізі політики, ввівши модель «інтересів» та впроваджуючи поведінкові методи, засновані на статистичному аналізі результатів виборів. Він пройшов три видання, але не був переглянутий після його смерті. Його «Південна політика в державі та нації» (1949) — це мікроскопічне дослідження штату, штату Південна політика з використанням інтерв'ю та статистики. Книга є однією з найвпливовіших книг на цю тему. В «Громадному дусі» та «Американській демократії» (1961) він проаналізував зв'язок між зміною структури громадської думки та державною системою. Він виступав проти моделі Мічигану, яка стверджувала, що переваги виборців визначаються психологічними чинниками, отже, на його думку, виводячи більшу частину політики з політичної науки.
У своїй посмертній роботі «Відповідальний електорат: раціональність при президентському голосуванні 1936—60» (1966) він проаналізував дані громадської думки та результати виборів, щоб показати те, що він вважає раціональністю вибору виборців як політичні рішення, а не відповіді на психологічні стимули. Вступ до цієї книги стверджув: «Помилковий та неортодоксальний аргумент цієї маленької книги полягає в тому, що виборці — не дурні».
Кей також спростував гіпотезу про те, що «південну відсталість» можна пояснити бідними білими. Він стверджував, що багатий олігарх «південних бурбонів» маніпулював білогвардійцями та єдиними південними виборцями для збереження економічного та соціального ладу того часу.
Інші роботи Орланда включають «Техніку політичного переміщення» в Сполучених Штатах» (1936), «Основи статистики для політологів» (1954) та «Американська державна політика: вступ» (1956). Він став піонером вивчення критичних виборів і служив президентом Американської політологічної асоціації в 1958—59 роках.
У жовтні 1961 року президент Джон Кеннеді призначив його Президентом Комісії з питань витрат на кампанію.
Кей одружився з Корою Люлелою Геттіс Кей 27 жовтня 1934 року. Його дружина народилась в Небрасі 17 жовтня 1898 року. Навчалася в університеті штату Небраска і отримала ступінь магістра з кафедри політичних та соціальних наук в 1921 році. Продовжуючи навчання в Брін Маур Коледжі, вона отримала докторський ступінь з політичних наук з університету штату Іллінойс, де вона була співробітницею Карнегі з міжнародного права в 1925 році. В дисертації досліджено «Ефект змін суверенітету на національності». Потім працювала в Чиказькому університеті на політологічному факультеті, де зустріла свого майбутнього чоловіка, та аспіранта. Після їхнього одруження і продовження в 1950-х роках, Люлела Кей (вона не використовувала своє ім'я) працювала в Службі імміграції та натуралізації США. Її публікації включають «Реорганізацію державного уряду в Небрасі» (Бюро законотворчого законодавства НЕ 1922 р.), «Вплив змін суверенітету на громадянство» (Urbana, IL, 1926) (на основі її дисертації), «Закон про громадянство в США» (Університет Чикаго Прес, 1934) та «Адміністрація канадських умовних стипендій» (Служба державного управління, 1938). Лауела Кей померла у червні 1975 року. Деякі її документи зберігаються в архіві та спеціальних колекціях бібліотеки університету Небраски-Лінкольна та в бібліотеці Шлезингера Гарвардського університету .
Кейс помер в лікарні Бет-Ізраїль у Брукліні, штат Массачусетс.